# 작은넓적코박쥐
작은넓적코박쥐(Scotorepens greyii)는 애기박쥐과에 속하는 박쥐의 일종이다. 오스트레일리아에서만 발견되며, 웨스턴오스트레일리아주 북부 너머 노던 준주 그리고 퀸즐랜드주 대부분과 뉴사우스웨일스주에 걸쳐 널리 분포한다. 작은넓적코박쥐는 2~20여 마리의 박쥐가 함께 무리를 이루어 생활한다. 오래되고 사용하지 않는 건물 속 구멍이나 담장 기둥 속에 둥지를 짓는다.